# كلودين هيرمان
كلودين هيرمان (بالفرنسية: Claudine Hermann)‏  (و. 1945 – م) هي فيزيائية، وأستاذة جامعية من فرنسا . ولدت في باريس .

## التعليم
تعلمت في مدرسة الأساتذة العليا

## جوائز
حصلت على جوائز منها:
- الضابط الأكبر من وسام جوقة الشرف.